# 1130 (szám)
Az 1130 (római számmal: MCXXX) az 1129 és 1131 között található természetes szám.

## A szám a matematikában
A tízes számrendszerbeli 1130-as a kettes számrendszerben 10001101010, a nyolcas számrendszerben 2152, a tizenhatos számrendszerben 46A alakban írható fel.
Az 1130 páros szám, összetett szám, szfenikus szám. Kanonikus alakja 21 · 51 · 1131, normálalakban az 1,13 · 103 szorzattal írható fel. Nyolc osztója van a természetes számok halmazán, ezek növekvő sorrendben: 1, 2, 5, 10, 113, 226, 565 és 1130.
Az 1130 két szám valódiosztó-összegeként áll elő, ezek az 1390 és az 1129².

## Csillagászat
- 1130 Skuld kisbolygó